# Saridoscelis issikii
Saridoscelis issikii is een vlinder uit de familie van de stippelmotten (Yponomeutidae). De wetenschappelijke naam van de soort werd in 1961 gepubliceerd door S. Moriuti.